# Hundingo (guerreiro)
Hundingo (em latim: Hundingus) foi um guerreiro nórdico do século I, de origem desconhecida. Estava ativo no tempo de Frodo I, rei da Zelândia. Em certa ocasião, quando Frodão voltou à Zelândia e recebeu banquete preparado por Escatão, Hundingo apresentou-se diante do rei exigindo um duelo, que Frodão aceitou. O rei sofreu uma ferida perigosa, mas foi capaz de derrotar e matar Hundingo.